# Захар'єв Володимир Анатолійович
Володимир Анатолійович Захар'єв (нар. 17 вересня 1963, с. Залісці Дунаєвецький район, Хмельницька область) — літератор, журналіст, археолог, краєзнавець, історик, архівіст.
Голова Хмельницького обласного осередку Всеукраїнська творча спілка «Конгрес літераторів України» (2008).
Член правління Всеукраїнська творча спілка «Конгрес літераторів України». Заступник першого заступника голови спілки.
Член Національна спілка журналістів України (2001).
Керівник осередку «Митець» Хмельницької міської організації НСЖУ (2015—2017).
Член Всеукраїнська громадська організація «Спілка археологів України» (2010) та Національна спілка краєзнавців України (2014).
Засновник і керівник Науково-дослідницького Центру мархоцькознавства філії Центру дослідження історії Поділля Інституту історії України НАН України при Кам'янець-Подільському національному університеті ім. Івана Огієнка (2009).
Член Всеукраїнське товариство «Просвіта» ім. Тараса Шевченка (2001) і Товариства «Меморіал ім. Василя Стуса» (2008).
Член Спілка поляків України (2010).
Член науково-методичної ради Державний архів Хмельницької області (2012).

## Біографія
Закінчив факультет журналістики Київського державного університету ім. Т. Г. Шевченка (1990 р.). Близько 20 років працював у ЗМІ Хмельниччини: редактор Хмельницької телерадіокомпанії, директор Дунаєвецького малого державного підприємства "Телестудія «Сині Озера», головний редактор Дунаєвецької районної газети «Дунаєвецький вісник» (1998—2004), власний кореспондент газет «Є Поділля», «Колесо» та деяких інших у південній частині Хмельницької області, власний кореспондент Національної інформагенції УКРІНФОРМ у Хмельницькій області (2008—2011).
Як археолог працював на теренах охорони пам'яток історії і культури у Хмельницькій області, науковим співробітником науково-методичного відділу Хмельницького обласного краєзнавчого музею, завідувачем відділу краєзнавства Дунаєвецької районної станції юних туристів-краєзнавців, завідувачем Хмельницького відділу дочірнього підприємства «Подільська археологія» державного підприємства «Охоронна археологічної служби України». Молодшим-старшим науковим співробітником відділу охорони пам'яток історії і культури у Хмельницькій області (2015—2018). З липня 2018 р. керівник редакційно-видавничої групи з підготовки до випуску Зводу пам'яток історії і культури України по Хмельницькій області.
У 2005—2006 рр. обіймав посаду заступника голови Дунаєвецької районної державної адміністрації з гуманітарних питань.

## Громадсько-організаторська діяльність
- Відповідальний секретар Дунаєвецької районної студії імені письменника-земляка В. С. Бабляка (1986).
- Ініціатор реформування (1998) і голова Дунаєвецького районного літературно-мистецького об'єднання ім. В. С. Бабляка (2000).
- Депутат Дунаєвецької районної ради (2002, 2006).
- Ініціатор створення і керівник першої в історії Дунаєвецької районної ради депутатської групи «Солідарність» (2004).
- Очільник Дунаєвецького районного осередку Комітету виборців України (2006—2008).
- Голова Хмельницького обласного осередку Всеукраїнської творчої спілки «Конгрес літераторів України» (2008).
- Член Правління Всеукраїнської творчої спілки «Конгрес літераторів України» (2009).

## Літературна діяльність

### Автор збірок поезій та художньої прози
- Довічне відлуння любові (спільно з Мельник Т. Б.). — Хмельницький: Редакційно-видавничий відділ, 1991. — 80 с.
- Допинг для Ангела. — Хмельницький: Редакционно-издател. отдел, 1992. — 48 с.
- До… — Хмельницький, 2003. — 54 с.
- Досьє Донжуана. — Канів, 2011. — 84 с.
- Достеменно. Вибране (спроба перша). — Хмельницький, 2013. — 128 с.
- Довгі гони. — Хмельницький, 2018. — 124 с.

### Редактор-упорядник альманахів та колективних збірок
- «Сонях» (1998).
- «Медобори» т.5 (2011).
- «Медобори» т.6 (2012).
- «Медобори» т.7 (2013).
- «Медобори» т.8 (2013).
- «Медобори» т.9 (2015).
- «Медобори» т.10 (2015).
- «Медобори» т.11 (2016).
- «Медобори» т.12 (2017).
- «Медобори» т.13 (2018).
- «У серці моєму Хмельниччина рідна» (2012).
- «Полум'я душі — серцям наступних поколінь» (2012).
- «Дух вічний України» (2015).

## Наукова діяльність
Професійно досліджує археологічне минуле Поділля, зокрема, поховання культури кулястих амфор, культур ранньозалізної доби, Пшеворської культури та давньоруського часу.
Збирає відомості, опрацьовує архівні матеріали та готує кандидатську дисертацію, як здобувач кафедри історії України Кам'янець-Подільського національного університету ім. Івана Огієнка про значення роду відомого реформатора відносин на селі графа Ігнація Сцібор Мархоцького (1749—1827) в історії Поділля та Причорномор'я.
Заснував Науково-дослідницький Центр мархоцькознавства філії Центру дослідження історії Поділля Інституту історії України НАН України при Кам'янець-Подільському національному університеті ім. Івана Огієнка (2009).
Член науково-методичної ради Державного архіву Хмельницької області (2012).

## Краєзнавча діяльність
Зібрав дані, написав, видав і підготував до випуску ряд книг про історичне минуле населених пунктів Хмельницької області.
Створив і відкрив на приватній основі у с. Миньківці Дунаєвецького району Хмельницької області Меморіальний музей графа-реформатора Ігнація Сцібор Мархоцького (2011), музей історії рідного села Залісці, краєзнавчі музеї у школах с. Сокілець та с. Міцівці Дунаєвецького району, відділ археології у Дунаєвецькому районному історичному музеї.
У книзі "Дух їхнього часу або Проскурів неоційний" (Том 2) зібрані спогади майже 30-ти колишніх постійних чи тимчасових мешканців міста Хмельницький, про той період, коли воно ще звалося Проскуровоv.

## Основні праці
- Археологія Дунаєвеччини (збірник першоджерел, наукових повідомлень, тез краєзнавчих конференцій, каталог пам'яток). — Хмельницький, 1992. — 60 с.
- На вістрі часу. — Дунаївці, 2000. — 48 с.
- «Сонях» міцний зернятками. — Хмельницький, 2011. — 60 с.
- Мегалітичне поховання культури кулястих амфор з околиць с. Ілятка на Хмельниччині. — Хмельницький, 2012. — 32 с.
- «Буря в стакані» або достовірна і неупереджена історія однієї пустої образи Б.Грищука. — Хмельницький, 2012. — 64 с.
- Залісці: основні віхи біографії. — Хмельницький, 2013. — 56 с.
- Зайчики і Постолівка на Збручі: через минуле до сучасності (спільно з Моздіром В. В.). — Хмельницький, 2014. — 60 с.
- Ідея, що стала реальністю. — Хмельницький, 2014. — 104 с.
- Міцівці: «північні ворота» Дунаєвеччини. — Хмельницький, 2014. — 72 с.
- Замки і фортеці з-понад Кучманського шляху (спільно зі Шпаковським С. М.). — Хмельницький, 2015. — 104 с.
- Давні карти та щоденники про Хмельниччину XVI—XVIII століть (спільно із Захар'євою З. В.). — Хмельницький, 2017. — 168 с.
- Замки, фортеці, Пізньосередньовічні міські укріплення Хмельницької області (спільно із Шпаковський С. М. і Стареньким І. О.). — Хмельницький, 2017. — 216 с.
- Миньківці на Ушиці: віхи біографії та сучасні принади (спільно із Захар'євою З. В.). — Хмельницький, 2017. — 72 с.
- Плоскирів XVIII століття (за слідами у котловані на вул. Кам'янецькій 11/1) [Текст] : спогади і дослідження / В. А. Захар'єв. - Хмельницький : Стрихар А. М., 2020. - 104 с. : фото.
- Дух їхнього часу, або Проскурів неофіційний [Текст] : дослідження. Т. 1 / В. А. Захар'єв, В. П. Свінц. - Хмельницький : Мельник А. А., 2021. - 192 с. : фото. [Архівовано 21 січня 2022 у Wayback Machine.]

## Редактор-упорядник збірників
- Миньківці-на-Ушиці. — Кам'янець-Подільський, 2007. — 32 с.
- Наукові записки Центру Мархоцькознавства. — Хмельницький, 2009. — Т. І. — 108 с.
- Наукові записки Центру Мархоцькознавства. — Івано-Франківськ, 2010. — Т.2. — 148 с.
- Наукові записки Центру Мархоцькознавства. — Хмельницький, 2011. — Т.3. — 240 с.
- Наукові записки Центру Мархоцькознавства. — Хмельницький, 2012. — Т.4. — 132 с.
- Наукові записки Центру Мархоцькознавства. — Хмельницький, 2013. — Т.5. — 204 с.
- Наукові записки Центру Мархоцькознавства. — Хмельницький, 2014. — Т.6. — 274 с.
- Наукові записки Центру Мархоцькознавства. — Хмельницький, 2015. — Т.7. — 196 с.
- Наукові записки Центру Мархоцькознавства. — Хмельницький, 2016. — Т.8. — 288 с.
- Наукові записки Центру Мархоцькознавства. — Хмельницький, 2017. — Т.9. — 208 с.
- Старожитності культури кулястих амфор на Поділлі. Збірник статей та повідомлень. — Хмельницький, 2015. — 296 с.
- Хмельницькі краєзнавчі студії. Науково-краєзнавчий збірник. Випуск 2. — Хмельницький, 2015. — 188 с.

## Звання та відзнаки
- Краєзнавча премія імені історика та архівіста Ф. П. Шевченка Дунаєвецької районної організації Спілки краєзнавців України (2003).
- Літературна премія імені А. П. Чехова Московської міської організації Спілки письменників Росії (2013).
- Краєзнавча премія імені М. Орловського Хмельницької міської ради (2016).
- Краєзнавча премія імені Академіка І. Винокура (2017).
- Літературна премія імені Ю. Каплана (2018).